# توماس ألينسون
كان توماس ريتشارد ألينسون (بالإنجليزية: Thomas Allinson)‏ (29 مارس 1858-29 نوفمبر 1918) طبيبًا بريطانيًا ومصلحًا للنظم الغذائية ورجل أعمال وصحفيًا وناشطًا نباتيًا. كان مؤيدًا للاستهلاك الكامل للخبز (الحبوب الكاملة). لا يزال اسمه يُستَخدَم حتى اليوم للخبز الشعبي في أوروبا، خبز ألينسون.

## سيرته الشخصية
وُلِدَ ألينسون في منطقة هولم في مانشستر في 29 مارس 1858. ذهب إلى المدرسة في لانكستر ومانشستر وفي سن الخامسة عشر بدأ العمل كمساعد كيميائي. مع المال الذي ادّخره والمساعدة المالية من زوج أمه، كان قادرًا على الالتحاق بكلية الطب خارج حدودها في إدنبرة، والتي كانت أقل تكلفة من كلية الطب الجامعية. وتَخرَّج ليسانس من كلية الأطباء الملكية في إدنبرة في عام 1879. بعد مِنَح محددة عن طريق المساعدة في التدريس في هال والنهاية الشرقية من لندن أسَّس ممارسته الخاصة في ماريليبون في عام 1885.
خلال عام ١٨٨٠ طوَّر ألينسون نظريته في الطب، والتي أُطلِق عليها اسم الطب الصحي. وبدلاً من الطب التقليدي، عزَّز الصحة من خلال النظام الغذائي، والتمارين الرياضية، والهواء النقي والاستحمام. دعا إلى اتباع نظام غذائي نباتي والابتعاد عن الكحول والتبغ والقهوة والشاي. وقد روّج بشكل خاص لفوائد خبز القمح الكامل المطحونة بالرّحى الحجرية. عارض استخدام الأدوية من قبل الأطباء، وكثير منها في ذلك الوقت كانت غير فعالة وسامة وكان معارضًا مدى الحياة للتلقيح الطبي الإجباري ضد الجدري. وأصبح هذا النهج يُعرَف باسم الطب الألينسوني. أصبح المحرر الطبي لصحيفة ويكلي تايمز و إيكو في عام 1885، حيث كتب عنها أكثر من 1000 مقالة خلال حياته، كما أجاب على استفسارات القراء الطبية.
كتب عددًا من الكتب والنشرات الموجهة إلى القراء العاميّين وليس الطبيّين، بما في ذلك نظام الطب الصحي (1886)، كيفية تجنب التلقيح (1888)، فوائد خبزالقمح الكامل، مقالات طبية وكتاب للنساء المتزوجات (1894) وكتب عن أمراض المعدة، والسل (السل)، والروماتيزم، والطهي النباتي والنظام الغذائي الصحي. وألقى محاضرات عامة متكررة في جميع أنحاء البلاد لطرح أفكاره. في أحد كتبه، مزايا خبزالحبوب الكاملة (1889)، اقترح أنّ خبز الحبوب الكاملة كان أكثر صحة من الخبز الأَبيَضِ (أو المُكرَّر).اعتَقَدَ ان التدخين كان هو سبب السرطان، والتي كانت فكرة جذرية في ذلك الوقت. سعى ألينسون بانتظام إلى الدعاية لنظرياته وممارساته في الصحافة ووجّه طاقاته ليس فقط نحو زملائه ولكن مباشرة إلى الجمهور. ولإثبات ملاءمة النظام الغذائي النباتي لممارسة التمارين الرياضية الشاقة، قام في عام 1891 بالمشي من أدنبره إلى لندن. سار لمدة 15 يومًا متتاليًا، بمعدل 28.5 ميل (45.9 كم) يوميًا، ووصل إلى لندن يوم السبت 12 سبتمبر.
غالبًا ما جعلته آرائه في صراع مع الكلية الملكية للأطباء في إدنبرة والمجلس الطبي العام، لا سيما معارضته لاستخدام الأطباء المتكرر للأدوية السامة، ومعارضته للتطعيم والترويج الذاتي في الصحافة، ولا سيما معارضته لاستخدام الأطباء. في عام 1892 شُطِبَ من السجل الطبي. على الرغم من هذا استمر في ممارسة المهنة وحافظ بالفعل على أنَّ لديه أكبر ممارسة طبية في إنجلترا. أيضًا في هذا الوقت طُرِدَ من الجمعية النباتية بسبب آرائه حول تحديد النسل. تحدث غاندي، الذي كان يدرس القانون في بريطانيا في ذلك الوقت وكان أيضًا عضوًا في الجمعية النباتية، عن حق ألينسون في دعم وسائل منع الحمل، على الرغم من معارضته لذلك.
وفي عام 1892 أسس شركة الأغذية الطبيعية بقصد إنتاج وبيع أغذية صحية؛ اشترى حجر جَرِش طحن الدقيق في بيثنال غرين، وأُنشئ مخبز بعد ذلك بوقت قصير.
دعا كتابه للنساء المتزوجات إلى المساواة بين المرأة والرجل، وحق المرأة في اختيار حجم أسرتها، وتحديد النسل. لهذا جَرَت محاكمته وإدانته بموجب قانون المطبوعات المخِلّة بالآداب في عام 1901.

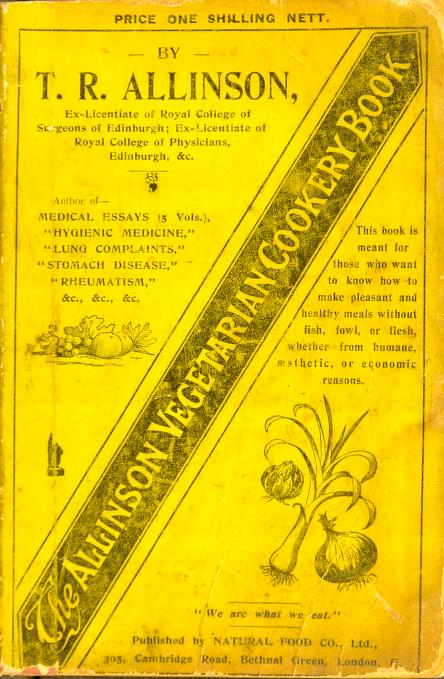
مطبخ دكتور ألينسون النباتي، 1910

خلال الحرب العالمية الأولى، جَرى التعرف على القيمة الغذائية لخبز القمح الكامل. على الرغم من الادعاء بأن ألينسون قد عُرِضَ عليه الحق في إعادة التسجيل خلال الحرب العالمية الأولى، إلا أن المجلس الطبي العام لم يكن لديه سِجِل بذلك، وبحلول ذلك الوقت لم يكن لديه مؤهلات قابلة للتسجيل. ازدهرت شركته من زيادة الطلب على خبز القمح الكامل والوجبات. بعد وفاته، نَمَت الشركة: جَرى شراء طاحونتين أُخريين في نيوبورت، مونموثشاير وفي عام 1921 كاسلفورد، يوركشاير. الطواحين شاخصة حتى يومنا هذا.
توفي ألينسون بسبب مرض السل، في منزله في مرليبون، في 29 نوفمبر 1918.

## الخبز
لا تزال وصفة خبز ألينسون الأصلية (دقيق قمح كامل 100٪، دون دهون، خميرة أقل، المزيد من الماء) تستخدم حتى اليوم، على الرغم من أن بعض محبي خبز ألينسون أبلغوا أنه ليس مُشبِعًا في الوقت الحاضر كما كان عليه من قبل. والشعار الإعلاني لهذه العلامة التجارية منذ الثمانينات هو «خبز لن يُزَالَ منه شيء».

## فانيتي فير
فانيتي فير في عام 1911، اشترى ألينسون مجلة فانيتي فير الفاشلة من فرانك هاريس. فشل في إحياء ثرواتها، وفي عام 1914، اندمجت فانيتي فير مع موقد و منزل.

## نَشَرات مُختارة
- مقالات طبية (5 مجلدات، 1892)
- مطبخ دكتور ألينسون النباتي (1910)

## القراءات الإضافية
- P. S. Brown. (1991). Medically Qualified Naturopaths and the General Medical Council. Medical History 35: 50-77.

## وصلات خارجيّة
- أعمال توماس ألينسون في مشروع غوتنبرغ
- يعمل عن طريق أو عن توماس ألينسون في أرشيف الإنترنت
- أعمال توماس ألينسون في ليبري فوكس (كتب صوتية للملكية العامة)